# Brian Schwake
Brian Oliver Schwake (Mount Prospect, 24 de agosto de 2001) es un futbolista estadounidense que juega de guardameta en el Nashville S. C. de la Major League Soccer.

## Trayectoria
Schwake es un jugador nacido en Mount Prospect (Illinois), formado en las categorías inferiores del Sockers FC y en la Universidad DePaúl de Chicago, donde jugaría con los DePaul Blue Demons en la temporada 2019-20.
En 2020, firma por el Livingston Football Club de la Scottish Premiership, primera categoría del fútbol escocés. En su primera temporada, el guardameta es cedido al Linlithgow Rose F.C.
En la temporada 2021-22, se marcha cedido al Edinburgh City de la Scottish Championship, con el que disputó 34 partidos de liga y logró el ascenso a la Scottish Premiership, siendo incluido en el equipo de la temporada de la Scottish Premiership 2021-22.
El 16 de junio de 2022, Schwake se marcha cedido al Greenock Morton de la Scottish Championship, con el que disputa 44 partidos. 
El 4 de agosto de 2023, firma por el Club Deportivo Castellón de la Primera División RFEF.

## Clubes
| Club                          | País           | Año       |
| ----------------------------- | -------------- | --------- |
| Livingston                    | Escocia        | 2020-2023 |
| Linlithgow Rose F.C. (Cedido) | Escocia        | 2020-2021 |
| Edinburgh City (Cedido)       | Escocia        | 2021-2022 |
| Greenock Morton (Cedido)      | Escocia        | 2022-2023 |
| Club Deportivo Castellón      | España         | 2023-2025 |
| Nashville Soccer Club         | Estados Unidos | 2025-Act. |